# Camilla Overbye Roos
Camilla Overbye Roos - (ur. 19 stycznia 1969 w Kopenhadze) – duńska aktorka i scenarzystka. Znana głównie z roli Helgi Dahl w filmie Titanic Jamesa Camerona. Grała również w filmie Na granicy Boba Misiorowskiego i Elemencie zbrodni Larsa van Triera. Obecnie nie gra w filmach. Córka reżysera Erika Overbye.